# Robin Hadamovsky

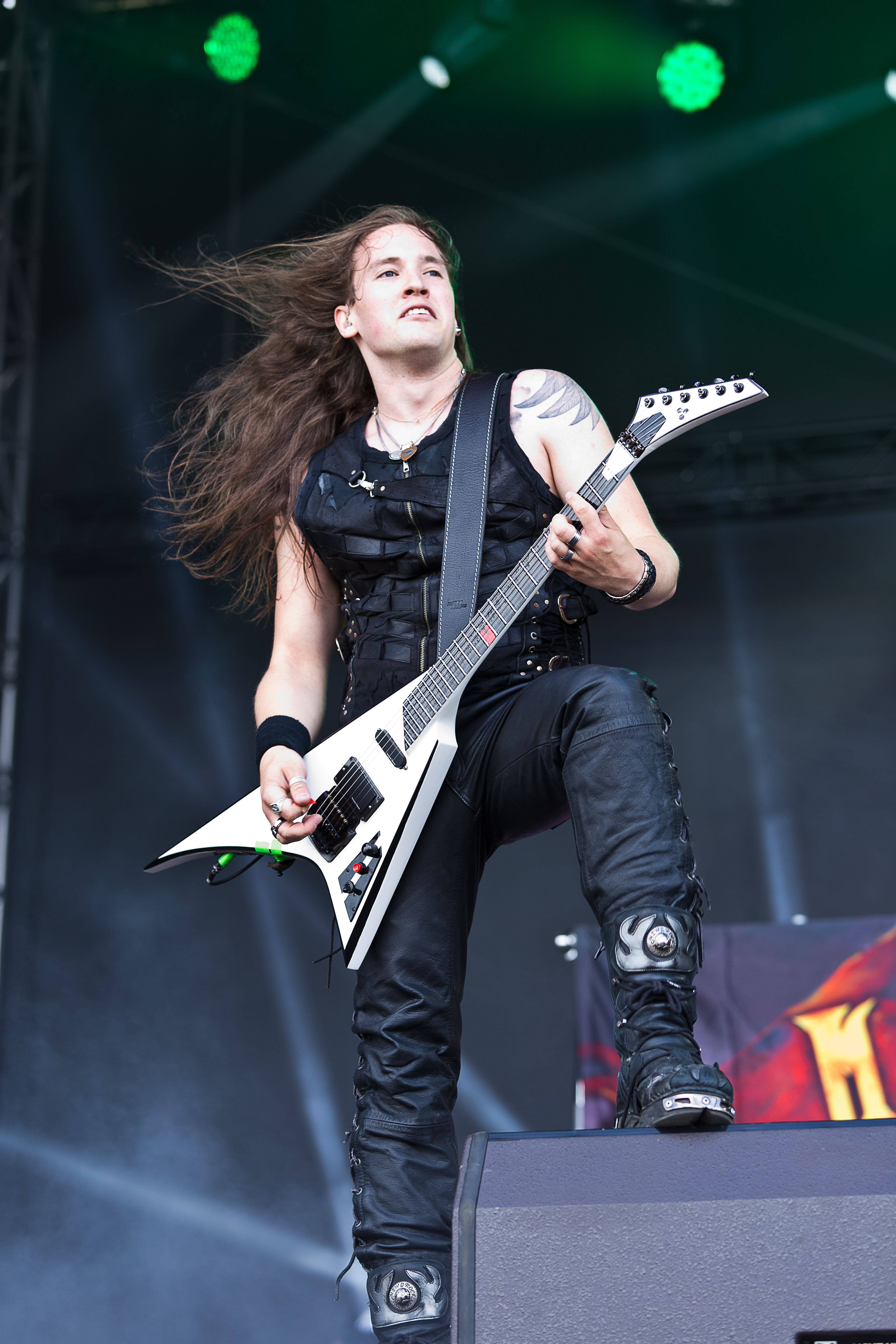
Robin Hadamovsky beim Rockharz Open Air (2015)

Robin Hadamovsky (* 1994) ist ein deutscher Gitarrist und Songwriter. Er wurde vor allem als Mitglied der Heavy-Metal Band Majesty und der Mittelalter-Rockband Wolfenmond bekannt.

## Leben
Robin Hadamovsky begann im Alter von 9 Jahren eine klassische Gitarrenausbildung. Zu seinen Lehrern gehörten unter anderem der Blues-Gitarrist Alex Conti (Lake) sowie der Metal-Gitarrist Victor Smolski (ex-Rage, Lingua Mortis Orchestra). 2010 gehörte er zu den Gründungsmitgliedern der Metal-Band Anthropoyds, mit der er 2012 die CD Anthroism veröffentlichte sowie zahlreiche deutschlandweite Konzerte spielte.
2013 wurde Robin Hadamovsky ein festes Mitglied der Band Majesty (ehemals Metalforce). Nach bandinternen Differenzen lösten sich Anthropoyds kurze Zeit später auf.
Seit seinem Einstieg in Majesty hat er auf zahlreichen europaweiten Tourneen gespielt. Nachdem er zunächst nur als Studiogitarrist bei der Band Wolfenmond aushalf, wurde er 2021 fest in die Band integriert.
Wolfenmond ist in der Mittelalterrock-Szene schnell bekannt geworden und wird für diverse große Festivals gebucht.
2023 endet die Ära der Band Majesty mit einem finalen Abschlusskonzert. Das Gitarristen-Duo bestehend aus Robin Hadamovsky und Emanuel Knorr bleibt allerdings bestehen. Zusammen mit Emanuels Bruder Elias Knorr am Schlagzeug und der Musical-Sängerin Dorothee Kahler gründen sie ihr eigenes, bislang unveröffentlichtes Projekt. Am 6. Dezember 2024 wurde die Gründung der Band Skytribe bekannt gegeben.

## Tourneen mit Majesty

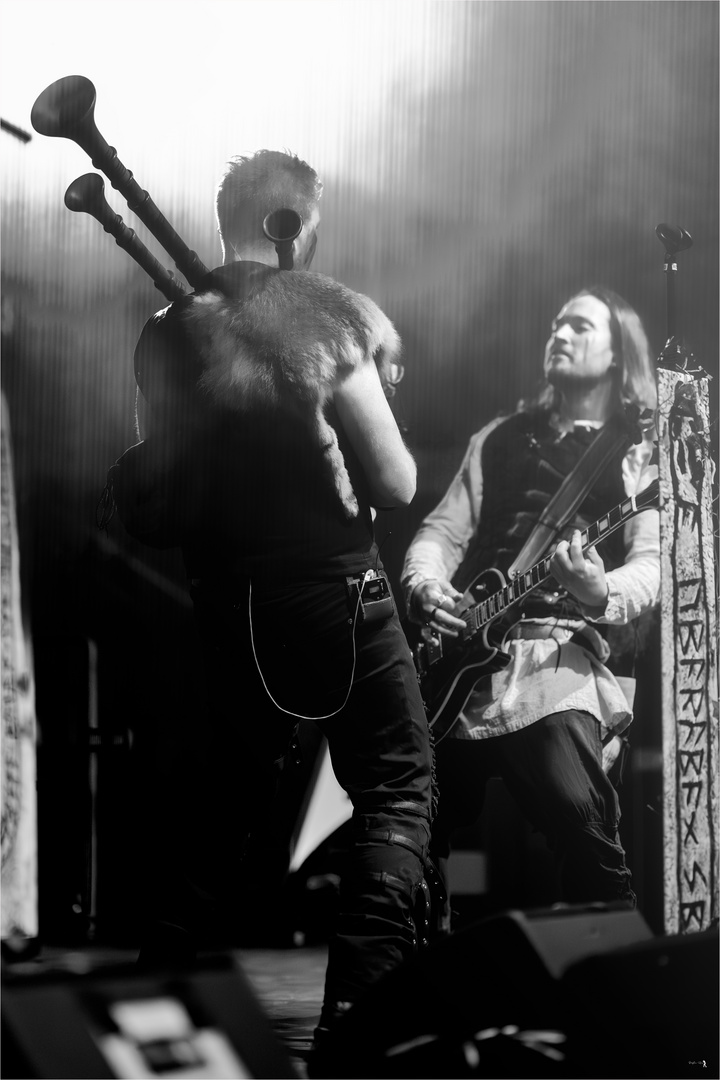
Live mit Wolfenmond

- 2019, Legends Tour (Headliner-Tour w/ Warkings, Victorius)
- 2017, Bringer Of Pain Tour (Battle Beast, Gyze)
- 2016, Generation Steel Tour Part 2 (Headliner-Tour w/ Evertale)
- 2015, Generation Steel Tour (Headliner-Tour w/ Bloodbound, Evil Invaders)
- 2014, Banners High Tour (Headliner-Tour w/ Wisdom, Stormwarrior)
- 2013, Wolfsnächte Winter-Tour Part 2 (Powerwolf)
- 2013, Rage feat. Lingua Mortis Orchestra (Rage)
- 2013, Wolfsnächte Tour (Powerwolf, Battle Beast, Wisdom, Ashes of Ares)
- 2013, German Metal Attack (Grave Digger, Wizard, Gun Barrel)

## Projekte und Gastauftritte
Neben Majesty hat Robin Hadamovsky in diversen Projekten mitgewirkt: Er spielte unter anderem 2014 als Live-Gitarrist bei der Coverband Wild Night einige Konzerte, half 2015 der Hamburger Post-Hardcore- / Metalcore-Band Trailer Park Sex als Leadgitarrist aus.
2017–2018 war er als Live-Gitarrist bei der Death-Metal Band Cadaver Disposal aktiv.
2017 spielte er als Studiomusiker bei der Elektro-Mittelalter-Rock-Band Wolfenmond das neue Album „Aufbruch“ ein, welches Ende 2020 veröffentlicht wird. Aufgrund der guten Zusammenarbeit wurde er ein festes Mitglied der Band.

## Diskografie

### Majesty
- 2023: Back To Attack (DE Album-Charts Platz 21)
- 2019: Legends (DE Album-Charts Platz 33)
- 2017: Rebels (DE Album-Charts Platz 16)
- 2015: Generation Steel (DE Album-Charts Platz 39)
- 2013: Banners High

### Wolfenmond
- 2024: Zauberkraft
- 2024: Blakkr
- 2023: Galdra
- 2021: Runar
- 2020: Aufbruch

### Anthropoyds
- 2012: Anthroism (Supported by Wacken Foundation)[2]

## Equipment und Endorsements
Robin Hadamovsky spielt Gitarren von Jackson und der Marke Basslab, welche zu ihrer Besonderheit nicht wie üblich aus Holz, sondern aus einem Carbon-Grafit-Gemisch hergestellt werden. Durch Jahrelange physikalische und akustische Tests wurde bei diesen Instrumenten ein besonders voller und einzigartiger Klang entwickelt. Durch die weiße Grundfarbe und das besondere Design, welches speziell für Hadamovsky entwickelt wurde, fallen die Gitarren bereits von Weitem auf.
Robin ist Endorser von Basslab-Gitarren sowie von Gitarrensaiten und Plektren des Herstellers Pyramid. Illustration & Design wird von der Firma Xform entwickelt.